# Dane Clark

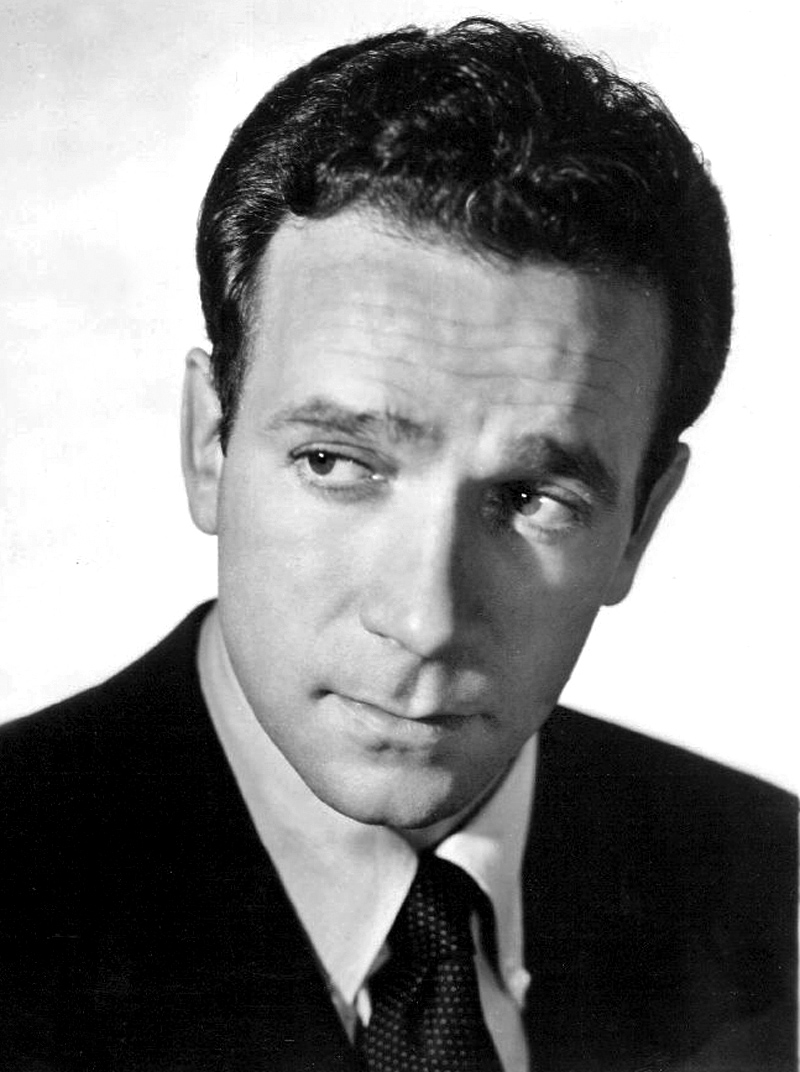
Dane Clark (1963)

Dane Clark (* 26. Februar 1912 in Brooklyn, New York als Bernard Zanville; † 11. September 1998 in Santa Monica, Kalifornien) war ein US-amerikanischer Schauspieler.

## Leben und Karriere
Bernard Zanville war Sohn jüdischer Einwanderer. Er studierte bis 1936 an der Cornell University und erhielt 1938 seinen Abschluss in Rechtswissenschaften von der St. John’s University School of Law in New York. Um sein Jurastudium in der Great Depression finanzieren zu können, begann der athletische Zanville parallel zu seinem Studium im semiprofessionellen Bereich als Boxer und Baseballspieler sowie schließlich als Model und Schauspieler zu arbeiten. Zanville fand das ständige Gerede der im Showgeschäft arbeitenden Menschen etwas snobhaft und prätentios, was für ihn ein Motivation war, es in diesem zu versuchen, „nur um ihnen zu zeigen, dass jeder es tun kann“. Schnell erhielt er Rollen am Broadway und spielte dort in den späten 1930er-Jahren in Produktionen von Dead End und Von Mäusen und Menschen.
Zanville kam in den 1940er-Jahren bei Warner Brothers vor allem durch seine Rollen in Kriegsfilmen wie Einsatz im Nordatlantik, Bestimmung Tokio und Pride of the Marines zu Prominenz. Hier erhielt er auch den Künstlernamen Dane Clark, unter dem er bekannt wurde. Ähnlich wie der dort ebenfalls angestellte John Garfield spielte er vor allem harte und bodenständige Typen, stand allerdings meist in dessen Schatten. Dennoch kam Clark ab Mitte der 1940er-Jahre zu einer langen Reihe von Hauptrollen, insbesondere in eher kostengünstig produzierten Western und Kriminalfilmen. Clark wollte vom Filmpublikum nie als Schönling, sondern als Darsteller des „Average Joe“ – also des Durchschnittsamerikaners – wahrgenommen werden. Seine vielleicht bekannteste Hauptrolle spielte er unter Regie von Frank Borzage im Film noir Erbe des Henkers (1948) als Sohn eines hingerichteten Mörders, der selbst im Affekt einen Mann erschlägt und sich zu seiner Schuld bekennen muss.
In den 1950er-Jahren verlegte Clark seinen Fokus auf das Fernsehen und spielte dort Hauptrollen in den Serien Justice, Wire Service und Bold Venture. Nach einer gewissen Durststrecke in den 1960er-Jahren erhielt er in den 1970er- und 1980er-Jahren viele Gastrollen in beliebten Serien wie Starsky & Hutch, Mord ist ihr Hobby, Ein Colt für alle Fälle, Quincy, Fantasy Island, Vegas und Hawaii Fünf-Null. Zwischen 1973 und 1974 spielte er an der Seite von Monte Markham den Lt. Arthur Tragg in The New Perry Mason, einer gefloppten Neuauflage der Erfolgsserie Perry Mason. Er blieb bis Ende der 1980er-Jahre im Schauspielgeschäft tätig. In Kinofilmen war er nach den 1950er-Jahren hingegen nur noch selten zu sehen, zuletzt als Mafiaboss in dem Thriller Last Rites aus dem Jahr 1988.
Clark war von 1941 bis zu ihrem Tod im Jahr 1970 mit der Malerin Margot Yoder verheiratet. 1971 heiratete er die Immobilienmaklerin Geraldine Frank, mit der er bis zu seinem Tod verheiratet blieb. Clark starb im September 1998 im Alter von 85 Jahren an Lungenkrebs. An Clark erinnert ein Stern auf dem Hollywood Walk of Fame in der Kategorie Fernsehen.

## Filmografie (Auswahl)
- 1938: Toils of the Law (Kurzfilm)
- 1942: Sunday Punch
- 1942: Der große Wurf (The Pride of the Yankees)
- 1942: Wake Island
- 1942: Tennessee Johnson
- 1942: Der gläserne Schlüssel (The Glass Key)
- 1943: Einsatz im Nordatlantik (Action in the North Atlantic)
- 1943: Bestimmung Tokio (Destination Tokyo)
- 1944: The Very Thought of You
- 1944: I Won’t Play! (Kurzfilm)
- 1944: Hollywood Canteen
- 1945: God Is My Co-Pilot
- 1945: Pride of the Marines
- 1946: Die große Lüge (A Stolen Life)
- 1947: Das tiefe Tal (Deep Valley)
- 1948: Erbe des Henkers (Moonrise)
- 1948: Whiplash
- 1949: Without Honor
- 1950: Gesetzlos (Backfire)
- 1950: Lebensgefährlich (Highly Dangerous)
- 1950: Sie war ihm hörig (Gunman in the Streets)
- 1950: Der Geier von Arizona (Barricade)
- 1951: Keine Gnade für Jonny T. (Fort Defiance)
- 1951: Never Trust a Gambler
- 1954: Artisten des Sports (Go Man Go)
- 1954: Murder by Proxy
- 1954–1955: Justice (Fernsehserie, 8 Folgen)
- 1956–1957: Wire Service (Fernsehserie, 14 Folgen)
- 1959: Bold Venture (Fernsehserie, 45 Folgen)
- 1961: Twilight Zone (Fernsehserie, Folge The Prime Mover)
- 1965: Preston & Preston (The Defenders; Fernsehserie, 1 Folge)
- 1966/1968: Tennisschläger und Kanonen (I Spy; Fernsehserie, 2 Folgen)
- 1968–1974: Der Chef (Ironside; Fernsehserie, 6 Folgen)
- 1970: Die McMasters (The McMasters)
- 1970–1971: Mannix (Fernsehserie, 3 Folgen)
- 1973–1974: The New Perry Mason (Fernsehserie, 14 Folgen)
- 1974–1977: Make-Up und Pistolen (Police Woman; Fernsehserie, 5 Folgen)
- 1975–1978: Hawaii Fünf-Null (Hawaii Five-O; Fernsehserie, 3 Folgen)
- 1976: James Dean (Fernsehfilm)
- 1976: Starsky & Hutch (Fernsehserie, Folge Losing Streak)
- 1976: Once an Eagle (Fernseh-Miniserie, 4 Folgen)
- 1979: Victor Charlie ruft Lima Sierra (The French Atlantic Affair; Fernseh-Miniserie, 3 Folgen)
- 1979–1982: Fantasy Island (Fernsehserie, 3 Folgen)
- 1982: Blood Song
- 1983: Quincy (Fernsehserie, Folge Murder on Ice)
- 1983: Matt Houston (Fernsehserie, Folge The Visitors)
- 1984/1989: Mord ist ihr Hobby (Murder, She Wrote; Fernsehserie, 2 Folgen)
- 1985: Ein Engel auf Erden (Highway to Heaven; Fernsehserie, Folge An Investment in Caring)
- 1988: Last Rites